# Anni Weynell

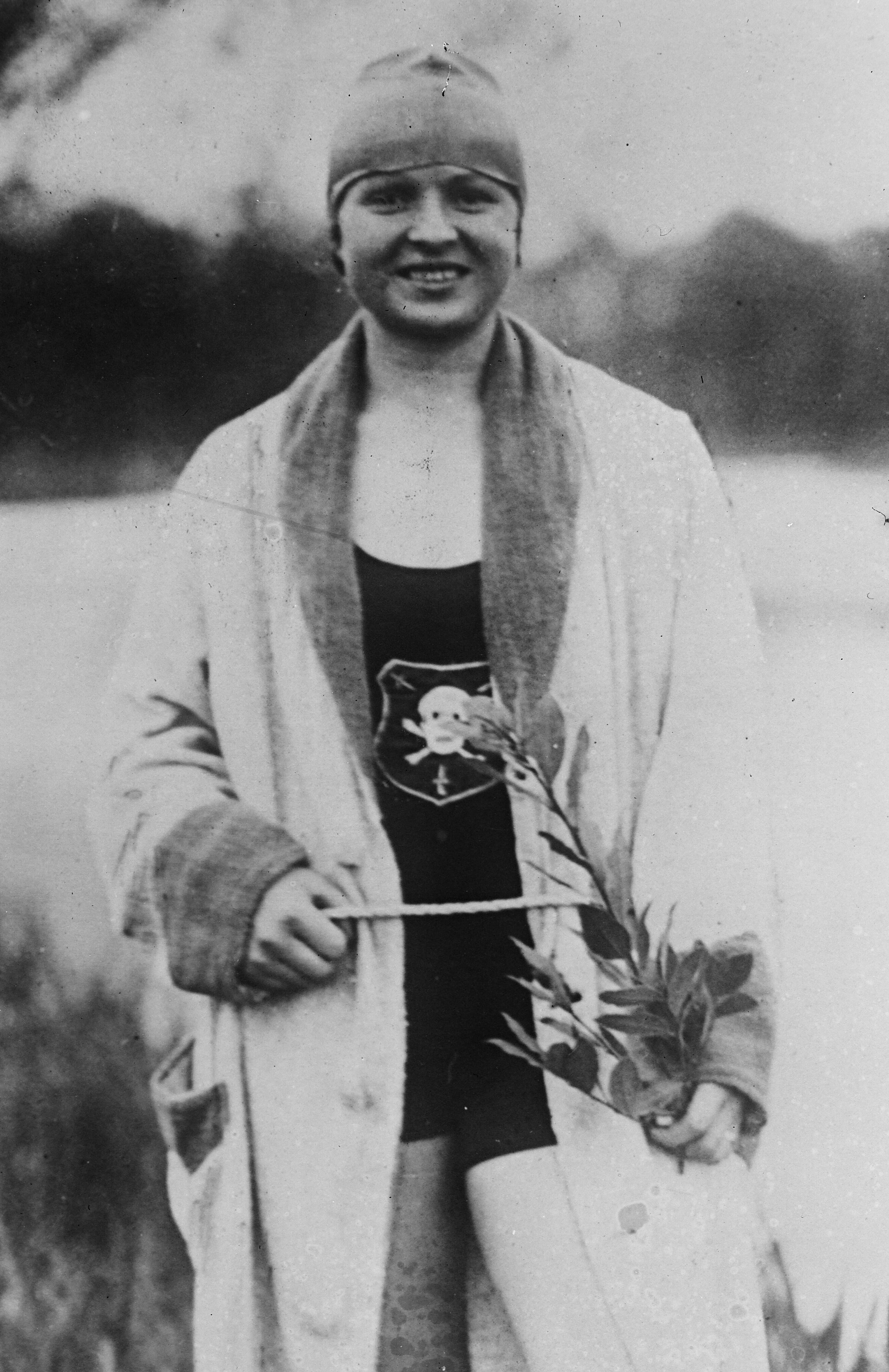
Anni Weynell (1928)

Anna „Anni“ Weynell (* 11. Juni 1904 in Tapiau (Ostpreußen); † 6. Juni 1991) war eine deutsche Langstreckenschwimmerin.

## Leben
Ihr Vater Otto Weynell war Fischereimeister, dem der Fährkrug in Tapiau gehörte. 1926 machte sie den Lebensrettungsschein. Bekannt wurde sie 1927 durch die Umschwimmung von Helgoland und das Durchschwimmen als Erste überhaupt der breitesten Stelle des Frischen Haffs von Pillau zum Brandenburger Haken.
1927 wurde sie Schwimmlehrerin in Breslau und trat dem Alten Turnverein Breslau bei. 1928 stellte sie im Hallenschwimmbad Breslau mit 25 Stunden einen Weltrekord im Dauerschwimmen auf und bewältigte auf dem Rhein in 18½ Stunden die 130 Kilometer von St. Goar nach Köln. In den Jahren 1928 und 1931 versuchte sie dreimal vergeblich, den Ärmelkanal vom Cap Gris-Nez nach Dover zu durchschwimmen. Ihren weitesten Versuch am 3. September 1928 musste sie nach 13 Stunden acht Kilometer vor Dover erschöpft aufgeben.
Seit 1938 war sie in Frankfurt am Main als Schwimmmeisterin und Sportlehrerin tätig. Bei einem Luftangriff während des Zweiten Weltkriegs wurde sie verschüttet und schwer verletzt, konnte sich aber wieder erholen. 1972 erhielt sie die Ehrennadel des Deutschen Sportlehrerverbandes. Als Mitglied der TG Bornheim war sie bis ins hohe Alter bei den Deutschen Turnfesten aktiv und lebte bis zuletzt in Frankfurt am Main.